# Marcelline Picard-Kanapé
Marcelline Picard-Kanapé est considérée comme l'une des grandes spécialistes de l'éducation parmi les Premières Nations.
Elle est une pionnière à plusieurs titres. Une des premières institutrices innues du Québec, elle a également été la première Autochtone à siéger au Conseil supérieur de l'éducation, la première femme élue comme conseillère politique au sein du Conseil de bande de Betsiamites et la première femme chef innue.

## Biographie
Les origines de Marcelline Picard-Kanapé sont Hurons-Wendats de par son père, Adémar Picard, longtemps conseiller au conseil de bande de Pessamit, et Innus (ilinu) par sa mère. Elle a toujours vécu à Pessamit sur la Côte-Nord. Son père a d’ailleurs été élevé à Pessamit où il a été adopté à l’âge de 2 ans. Sa langue maternelle est donc l'innu.
Marcelline Picard-Kanapé obtient un brevet en enseignement préscolaire et primaire en 1959  et un baccalauréat en éducation de l’Université du Québec à Chicoutimi en 1988.
Marcelline Picard-Kanapé est tout d'abord enseignante pendant 17 ans. En 1977, elle devient directrice d'école. Elle exerce cet emploi à Pessamit, à Uashat-Maliotenam et à Manawan. Elle implante l’enseignement en langue innue pour les jeunes de la communauté et travaille à l'élaboration du premier dictionnaire innu-français. Marcelline Picard-Kanape a aussi fait de la politique active depuis qu'elle a l’âge de voter. Elle est conseillère politique pour 6 mandats en 1966, 1976, 1978, 1980 et 2012 et dirige la communauté de Pessamit comme chef durant 2 mandats (1992-1996).
Sa plus grande préoccupation a toujours été de rendre l’enseignement intéressant pour les jeunes de la communauté et de leur fournir des modèles parmi la nation afin qu’ils puissent aller au bout de leurs rêves avec tout le bagage nécessaire pour prendre leur place dans la société autochtone ou non.
Elle est actuellement retraitée du domaine de l'éducation.

## Expérience professionnelle
- 2012-2014 : Vice-Chef au Conseil des Innus de Pessamit
- 1998-2006 : Directrice École secondaire Uashkaikan de Pessamit.
- 1997-1998 : Directrice École secondaire Otapi de Manawan.
- 1992-1996 : Chef du conseil de bande de Pessamit.
- 1989-1992 : Directrice de l’éducation Uashat-Maliotenam.
- 1988 : Responsable de la diffusion et des ateliers sur l'uniformisation de l'orthographe montagnaise (innue) à Institut éducatif et culturel Atikameku - Montagnais
- 1984-1987 : Directrice de l’enseignement Pessamit.
- 1977-1984 : Principale de l'école primaire et secondaire de Betsiamites pour le Ministère des affaires Indiennes
- 1959-1977 : Enseignement au primaire à Pessamit.

## Autres expériences
- 1992 : Membre du Conseil d’administration de l’Institut culturel et éducatif montagnais (ICEM).
- 1989-1992 : Membre du Conseil Supérieur en Éducation de Québec.
- 1984-1985 : Membre du groupe d’évaluation du programme de la Formation des Maîtres (UQAC, septembre 1984 - juin 1985).
- 1984 : Organisatrice de la Semaine du Patrimoine à Betsiamites (13 mai au 20 mai 1984) et responsable des réserves: Schefferville, La Romaine, Mingan, Sept-Iles, Les Escoumins, Natashquan et Pointe-Bleue.
- 1981-1987 : Instigatrice et promotrice du projet-pilote (enseignement d’abord donné en langue montagnaise à Betsiamites) - Projet en cours.
- 1972-1982 : Conseillère (Membre du Conseil de bande de Betsiamites):
- Dossier Éducation (1976).
- Dossier Service de police (1977).
- Été 1960-1963 : Animatrice de terrain de jeux - Betsiamites.

## Distinctions
- 2017 - Membre de l'Ordre du Canada
- 2013 - Médaille du jubilé de diamant de la reine Élisabeth II des mains du député de Manicouagan Jonathan Genest-Jourdain
- 2005 - Membre de l'ordre national du Québec
- 2004 - Doctorat honoris causa de l'Université du Québec sous l'égide de l'Institut national de la recherche scientifique (INRS)
- 1994 - Médaille de l’Université du Québec à Chicoutimi
- 1985 - Hommage rendu par le Centre des services éducatifs de Betsiamites à l’occasion de ses 25 années au service de l’éducation
- 1979 - Le ministère des Affaires indiennes et du Nord canadien a souligné ses 20 années de service
- 1967 - Médaille du centenaire de la Confédération